# Jüdischer Friedhof (Zittau)

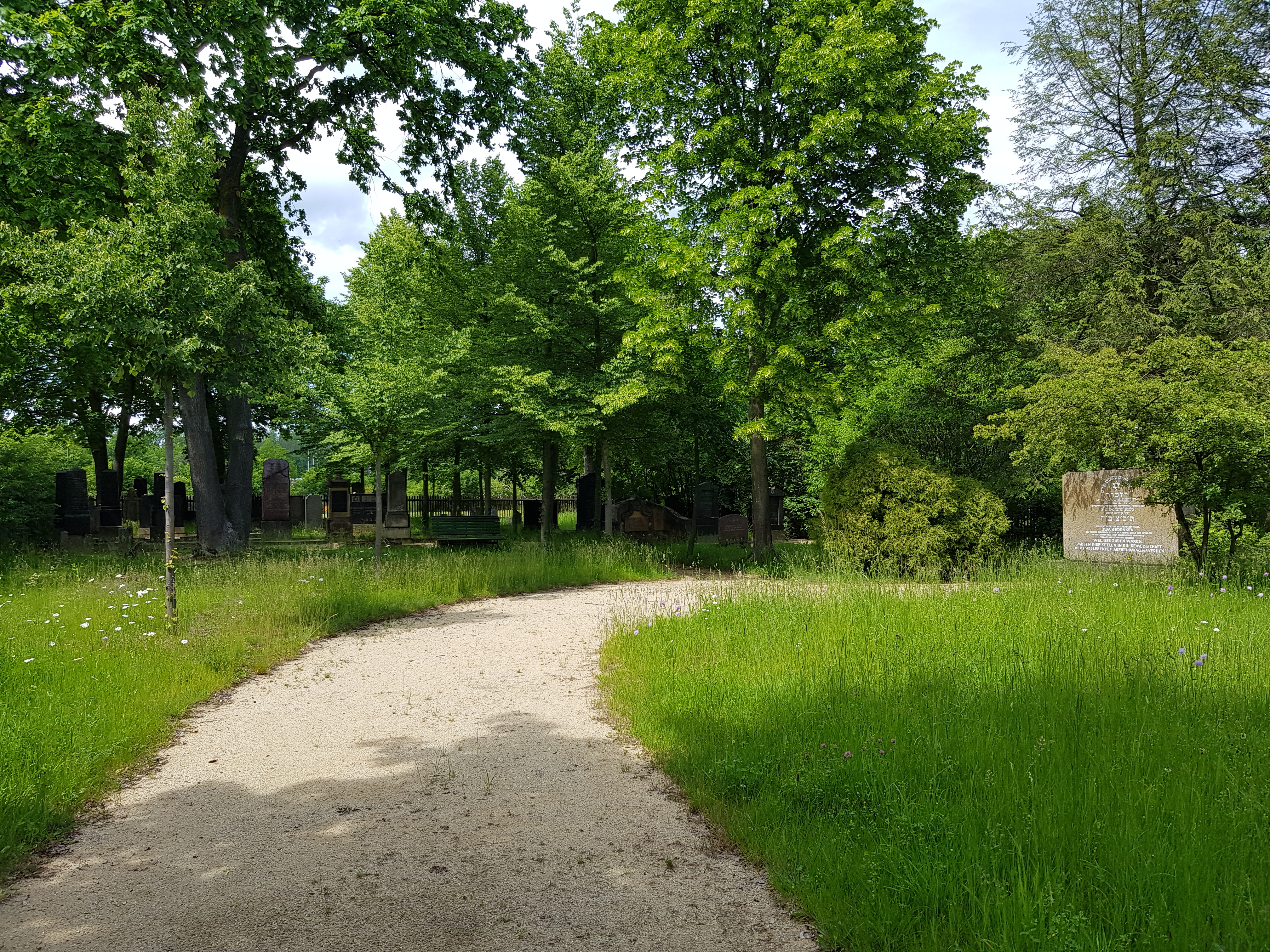
Blick vom Eingang

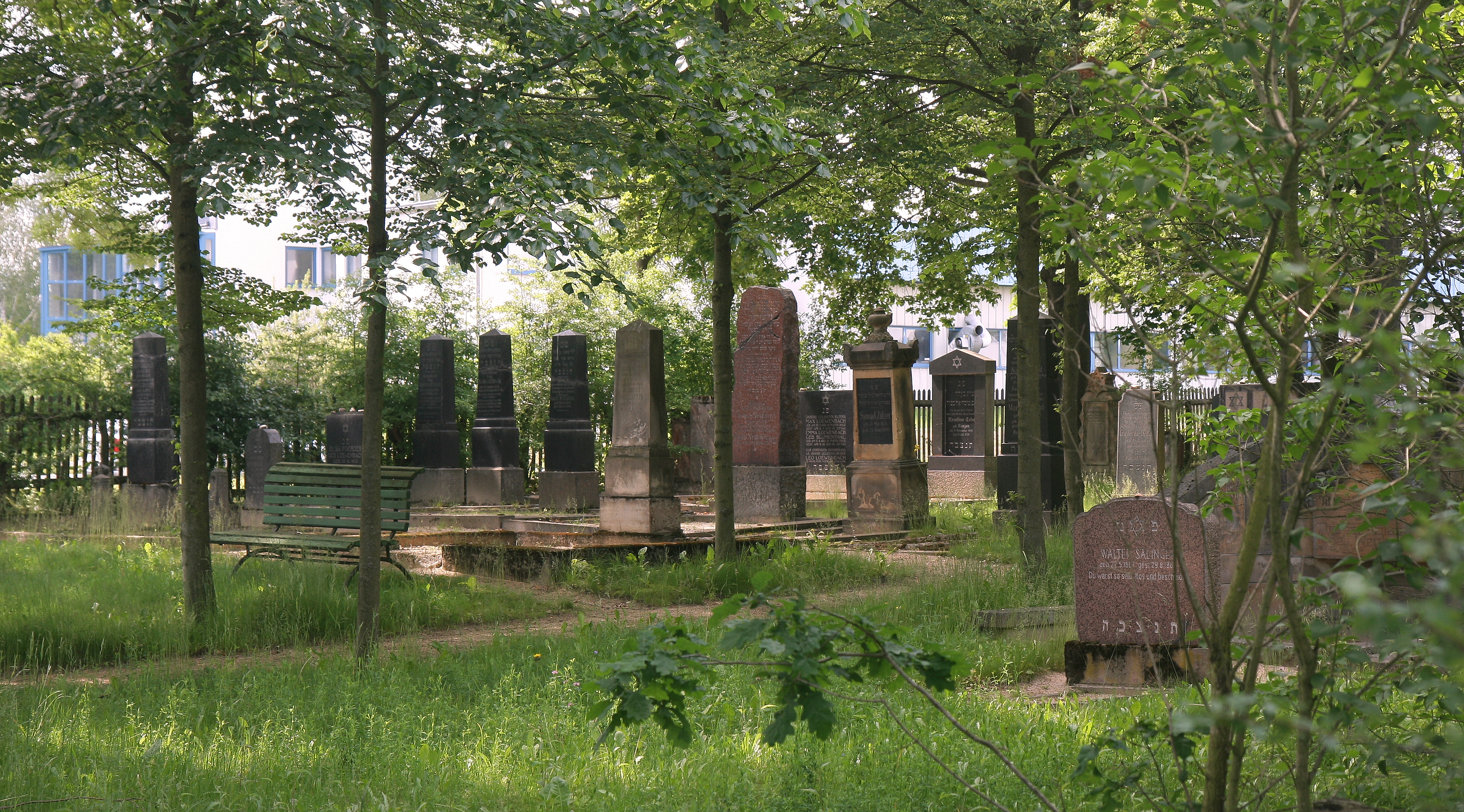
Grabsteine

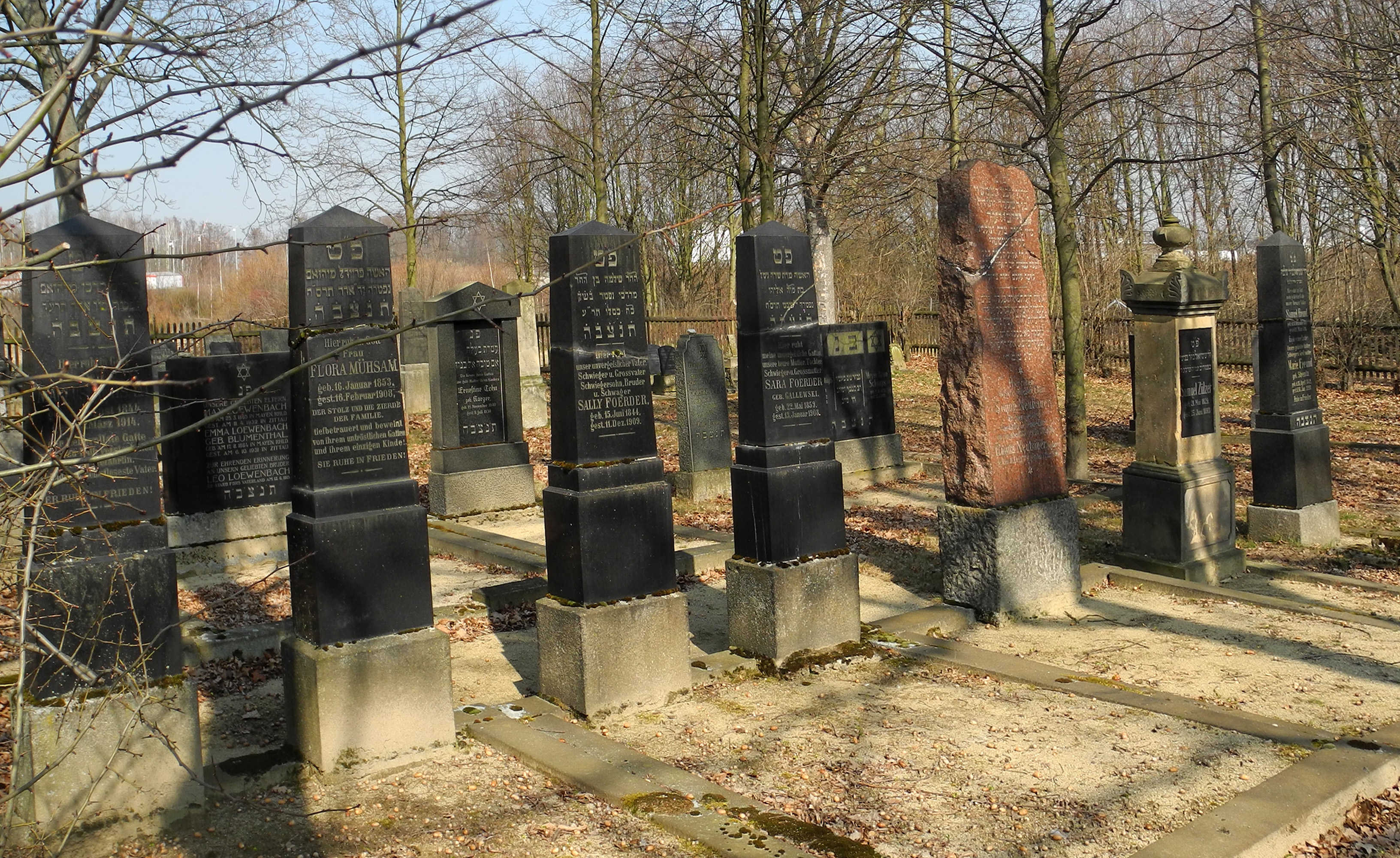
Grabsteine

Der Jüdische Friedhof Zittau ist ein Friedhof in Zittau im Landkreis Görlitz in Sachsen.

## Beschreibung
Der 1020 m² große jüdische Friedhof der Stadt Zittau liegt in der Görlitzer Straße 67. Es sind über 60 Grabsteine vorhanden.

## Geschichte
Mitte des 19. Jahrhunderts wurden Juden in der Stadt ansässig, die eine Israelitische Gemeinde bildeten, welche 1885 anerkannt wurde. Der jüdische Friedhof in Zittau entstand 1887. Die älteste Grabsteininschrift ist von 1888. Er wurde mit einem Holzzaun umgeben. In der NS-Zeit wurde er geschändet; das Taharahaus wurde beim Novemberpogrom 1938 gesprengt.
Im Jahr 1948 wurde auf dem jüdischen Friedhof zur Erinnerung an die 40 ermordeten jüdischen Bürger der Städte Zittau und Löbau ein Gedenkstein errichtet.
Auch nach dem Ende des Nationalsozialismus wurde der jüdische Friedhof viele Male zum Ziel antisemitischer Angriffe. Der letzte Vorfall dieser Art ereignete sich 2003. Seitdem wird der Friedhof von der Stadt Zittau und dem soziokulturellen Zentrum Hillersche Villa instand gehalten, in Zusammenarbeit mit der jüdischen Gemeinde Dresden.

## Denkmalschutz
Der jüdische Friedhof wird vom Landesamt für Denkmalpflege Sachsen zur Liste der Kulturdenkmale in Zittau Ost gezählt (Nrn. 09307090 und 09299660).